# Gadila bushii
Gadila bushii is een Scaphopodasoort uit de familie van de Gadilidae. De wetenschappelijke naam van de soort is voor het eerst geldig gepubliceerd in 1889 door Dall.